# Rudamun
Rudamun I. (manchmal auch Rudjamun; nach Schneider Rudjamun (II.)) war ein altägyptischer Pharao (König) der 23. Dynastie (Dritte Zwischenzeit). Wann genau er regiert hat, ist nicht klar, die Vermutungen liegen von um 754 bis um 735/730 v. Chr.

## Abstammung
Familie:
- Vater: Osorkon III.
- Mutter: Tentsai
- Geschwister: Takelot III.
- Ehefrauen: Tentsai

Mit seiner Ehefrau und Mutter Tentsai zeugte er eine Tochter Irbastetudjanefu. Sie ist die Gemahlin des Fürsten Padeftjauemauibastet von Herakleopolis.

## Biografie

### Als Baumeister
Es ist nur eine geringe Bautätigkeit bezeugt in Karnak (Tempel des Osiris) und vielleicht Medinet Habu (dazu Gefäß; Sargbruchstück aus dem Grab eines Nachkommen Rudamuns).